# Kiwi FC
Kiwi FC samoanski je nogometni klub iz grada Apia. Natječe se u Samoanskoj prvoj ligi.

## Naslovi
- Samoanska prva nogometna liga: 7

1984., 1985., 1997., 2011., 2012., 2014., 2018.